# 福島県立相馬東高等学校
福島県立相馬東高等学校（ふくしまけんりつ そうまひがしこうとうがっこう）は、福島県相馬市に所在した公立高等学校。

## 概要
歴史
1907年（明治40年）創立の「相馬郡立相馬女子技芸学校」を前身とする。高等女学校を経て1948年（昭和23年）の学制改革により、新制高等学校「福島県立相馬女子高等学校」となった。長い間女子校であったが、2003年（平成15年）に現校名に改称し、男女共学を開始した。2012年（平成24年）に創立105周年を迎えた。
設置課程・学科
全日制課程 総合学科（単位制） - 5系列（文理・情報ビジネス・芸術文化・生活福祉・スポーツ）
校訓
「自律・共生・創造」
校章
2003年（平成15年）に新しく制定された。太陽と海（波）を図案化したもの。
中高一貫教育（連携型）
- 相馬市立玉野中学校（2017年まで）
- 相馬市立中村第一中学校
- 相馬市立中村第二中学校
- 相馬市立向陽中学校
- 相馬市立磯部中学校

## 沿革
前史
- 1903年（明治36年）4月 - 中村高等小学校校長の太田宗雄とその他有志により、「四行塾」が開設される。
  - 女子への裁縫教育を目的とした私塾で、修業年限を1年とする。
- 1905年（明治38年）5月 - 中村町に移管され、「中村町立相馬女学校」に改称。

正史
- 1907年（明治40年）5月1日 - 相馬郡に移管され、「相馬郡立相馬女子技芸学校」に改称。修業年限を2年とする。
  - 以後5月1日を創立記念日とする。
- 1911年（明治44年）3月 - 「福島県相馬実科女学校」（相馬郡立）に改称。修業年限を4年とする。
- 1920年（大正9年）4月 -「福島県相馬高等女学校」（相馬郡立）に改称。
- 1922年（大正11年）
  - 1月 - 番地を変更。相馬郡と中村町の負担による校舎建築の許可が下りる。
  - 4月 - 福島県に移管され「福島県立相馬高等女学校」に改称。校舎を相馬市中村字川原町151番地に移転。
  - 10月27日 - 相馬郡庁において校舎落成式典を挙行。
- 1944年（昭和19年）- 勤労動員が開始。
- 1945年（昭和20年）
  - 4月 - 学校での授業が停止。
  - 9月 - 終戦により授業を再開。
- 1946年（昭和21年）4月 - 修業年限を5年とする（4年修了時点で卒業することもできた）。
- 1947年（昭和22年）4月1日 - 学制改革（六・三制の実施）が行われる。
  - 高等女学校の生徒募集を停止。
  - 新制中学校を併設し（名称:福島県立相馬高等女学校併設中学校、以下・併設中学校）、高等女学校1・2年修了者を新制中学2・3年生として収容。
  - 併設中学校は経過措置としてあくまで暫定的に設置されたため、新たに生徒募集は行われず、在校生が2・3年生のみの中学校であった。
  - 高等女学校3・4年修了者はそのまま在籍し、4・5年生となった（4年修了時点で卒業することもできた）。

新制高等学校
- 1948年（昭和23年）4月1日 - 学制改革（六・三・三制の実施）により、高等女学校は廃止され、新制高等学校「福島県立相馬女子高等学校」が発足。
  - 通常制普通課程・家庭課程（現・全日制課程普通科・家庭科）を設置。
  - 高等女学校卒業生（5年修了者）の希望者を新制高校3年生、高等女学校4年修了者を新制高校2年生、併設中学校卒業生（3年修了者）を新制高校1年生として収容。
  - 併設中学校を継承し（名称:福島県立相馬女子高等学校併設中学校）、在校生が1946年（昭和21年）に高等女学校へ最後に入学した3年生のみとなる。
- 1955年（昭和30年）4月1日 - 福島県立相馬高等学校から定時制家庭科別科（修業年限2年）が移管される。
- 1956年（昭和31年）3月 - 定時制家庭科別科の募集を停止し、家庭課程の定員を増員。
- 1957年（昭和32年）3月31日 - 定時制家庭科別科を廃止。
- 1958年（昭和33年）
  - 1月 - 創立50周年を記念して、体育館兼講堂が完成。
  - 4月1日 - 家庭科の募集を停止。
- 1960年（昭和35年）3月31日 - 家庭科を廃止。普通科のみとなる。
- 1963年（昭和38年）3月から1964年（昭和39年）3月 - 南校舎が完成。
- 1965年（昭和40年）3月から1966年（昭和41年）2月 - 北校舎が完成。
- 1968年（昭和43年）7月 - プールが完成。
- 1974年（昭和49年）3月 - 和室が完成。
- 1981年（昭和56年）3月 - 新体育館が完成。
- 2000年（平成12年）11月 - 校舎移転整備事業を開始。
- 2003年（平成15年）
  - 1月 - 学校敷地造成工事が完成。
  - 4月1日 - 「福島県立相馬東高等学校」（現校名）に改称。男女共学を開始。総合学科を設置。普通科の募集を停止。校歌・校章・校旗・制服を制定。
- 2004年（平成16年）
  - 3月 - 新校舎が完成。
  - 4月 - 新校舎へ移転完了。跡地の施設は福島県立相馬高等学校へ移管。
- 2005年（平成17年）4月 - 連携型中高一貫教育を開始。
- 2007年（平成19年）9月 - 創立100周年記念式典を挙行。
- 2011年（平成23年）3月11日 - 東日本大震災の発生により被災。
- 2022年（令和4年） - 新地高校と統合し、福島県立相馬総合高等学校が開校し、閉校[1]。

## 進路概況
- 四年制大学 - 例年30人前後
- 短期大学 - 例年20人前後
- 専門学校 - 例年80人前後
- 就職 - 例年30人前後

## 部活動
運動部
- ソフトテニス部
- バスケットボール部
- ソフトボール部
- 卓球部
- 弓道部
- バレーボール部
- 陸上競技部
- 剣道部
- テニス部
- 柔道部
- バドミントン部
- 硬式野球部
- サッカー部

文化部
- 吹奏楽部
- 書道部
- 合唱部
- 商業研究部
- 調理部
- 日本文化部
- 美術部
- 演劇部

同好会
- 英語同好会

## アクセス
- 常磐線「相馬駅」より徒歩30分

## 著名な出身者
- 堀下さゆり